# 圣安东尼奥-杜莱韦热
圣安东尼奥-杜莱韦热是巴西马托格罗索州的一个市镇。总面积12260.081平方公里，总人口18859人，人口密度1.5人/平方公里。